# Ferrari P4/5
El Ferrari P4/5 (oficialmente conocido como el Ferrari P4/5 by Pininfarina) es un automóvil superdeportivo único hecho por el fabricante italiano Ferrari y que fue rediseñado por Jason Castriota de Pininfarina para el director de cine y magnate James Glickenhaus. El coche era un Ferrari Enzo, pero el propietario, James Glickenhaus, prefirió el diseño de los coches de carreras Ferrari de los años 1960, los Serie P. El coste de este proyecto para Glickenhaus fue de 4 millones de dólares estadounidenses.

## Historia
En marzo del año 2005 el magnate y director de cine James Glickenhaus con ayuda de Alain Sanchez, que es un reconocido coleccionista de coches de lujo, se puso en contacto con Pininfarina para ver si estarían interesados en realizar un coche para él. Andrea Pininfarina dijo que el Ferrari 612 Kappa y el P4/5 eran lo primero pero indicó que Pininfarina estaba interesada en producir otro coche único. La respuesta de Glickenhaus fue que quería un nuevo "Ferrari P" lo que terminó en la firma de un contrato en junio con Pininfarina para producir el coche por apoximadamente 4 millones de dólares.
El Ferrari P4/5 (conocido oficialmente como el Ferrari P4/5 by Pininfarina) por lo tanto es un superdeportivo hecho por el fabricante de deportivos italiano Ferrari pero reajustado por Pininfarina para el magnate. 
El proyecto fue presentado oficialmente al público el 18 de agosto de 2006 en el Pebble Beach Concours d'Elégance y posteriormente (en septiembre de ese año) fue mostrado en el Salón del Automóvil de París.
Al ver el P4/5, Luca di Montezemolo consideró que este coche merecía ser oficialmente catalogado como un Ferrari y junto con Andrea Pininfarina y James Glickenhaus acordaron en que el nombre oficial sería Ferrari P4/5 by Pininfarina. Ted West escribió un artículo en la revista Car and Driver acerca de cómo este coche vino a ser: "Lo Mejor de Turín".

## Características

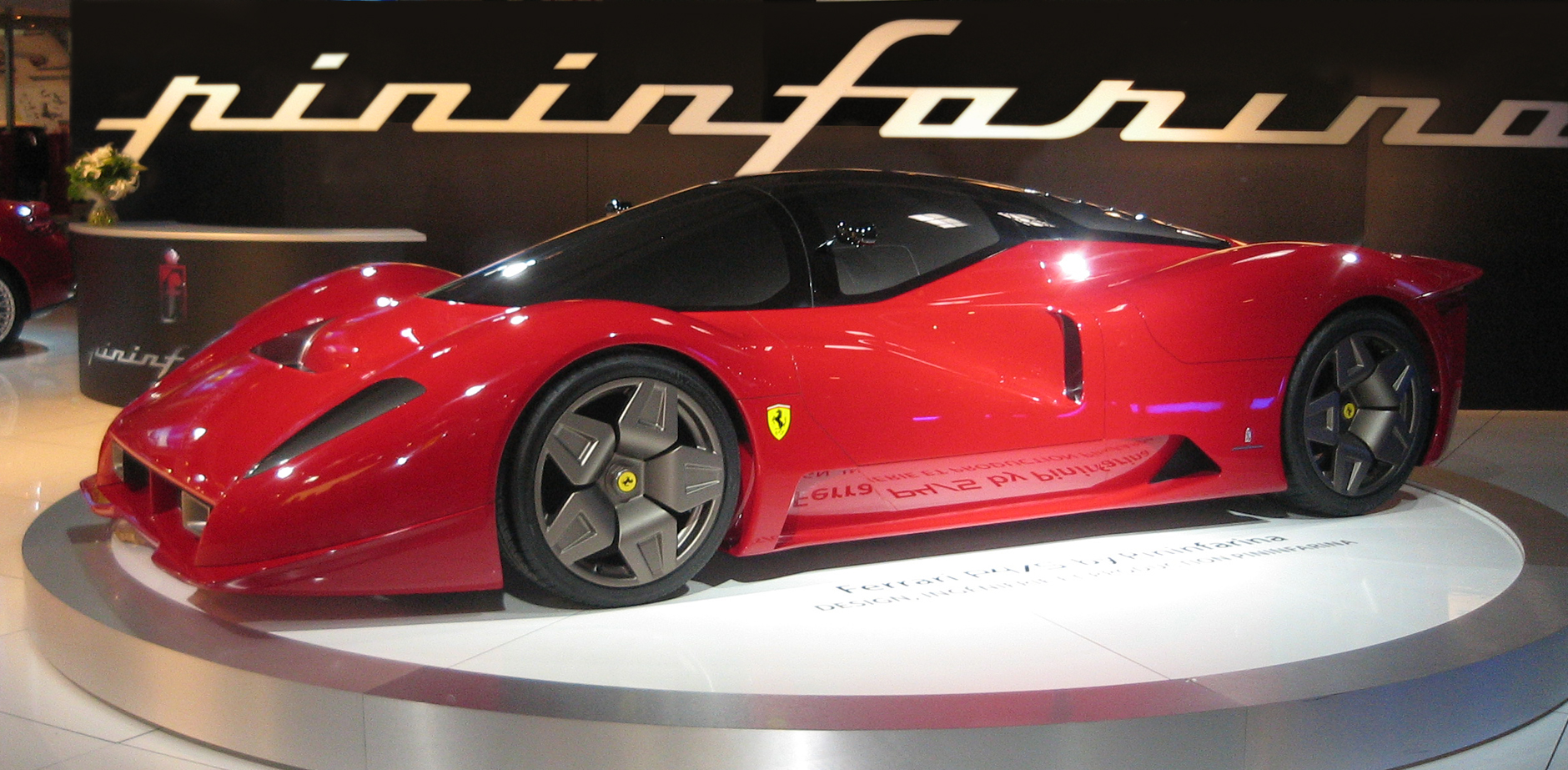
El Ferrari P4/5 en una exposición.

El Ferrari P4/5 puede acelerar de 0 a 100 kilómetros por hora en 3,1 segundos y puede conseguir una velocidad máxima de hasta 375 kilómetros por hora (234 millas por hora).
Tiene un motor de 12 cilindros con 660 CV a 7.800 rpm, 1.200 kg. La medida los neumáticos de las llantas de 20 pulgadas son: 335/30 ZR 20 los de detrás y 255/35 ZR 20 los de delante.

### Interior
El interior del P4/5 fue diseñado por el mismo Glickenhaus con un iPod nano stereo y con un Tablet PC que incluía no sólo un GPS, sino también un modelo 3D del coche con una completa lista de componentes y un manual para un servicio fácil.

### Exterior
El exterior del coche fue fabricado con fibra de carbono parecido a la forma del Ferrari 330 P4, también tiene otras particularidades de otros Ferrari, las ventanillas del Ferrari 512 S, las ventilaciones laterales parecidas a las del Ferrari 330 P3, y la parte delantera es parecida a la del Ferrari 333 SP.
También las puertas de mariposa son similares a las del McLaren F1 y fueron diseñadas para soportar los 260 km/h sin ruidos. La aerodinámica ha sido probada positivamente dando al coche más fuerza y dando por ejemplo más estabilidad que el Enzo a altas velocidades.

### Ingeniería
El P4/5 tiene el mismo motor que el Enzo. Los 12 cilindros tienen una capacidad total de 5998 centímetros cúbicos, cada uno con 4 válvulas. El P4/5 usa la transmisión semiautomática de seis velocidades del Enzo pero en vez de palas detrás de la rueda tiene el estilo de Fórmula 1 con volante de botones para controlar los cambios.

### Chasis
La mayor parte de la suspensión es la original del Enzo, con la misma doble suspensión en el frente y detrás, y los mismos frenos de disco antibloqueo carbono-cerámicos de Brembo con un diámetro de 340 milímetros en el frente y detrás. Las llantas de aleación de aluminio son de 510 milímetros de diámetro. Los neumáticos delanteros tienen el código ZR 255/35 y los de detrás, ZR 335/30.